# Trijumf
 Ovo je glavno značenje pojma Trijumf. Za druga značenja pogledajte Trijumf (razdvojba).
Rimski trijumf bila je javna ceremonija i vjerski obred u Drevnom Rimu, koji se vodio u počast vojskovođe (dux) za njegove uspjehe u ratu ili pohod na Rim, odnosno za prikaz svih blagodati pobjede. Samo su vojskovođe u rangu senatora mogle uživati trijumf i biti trijumfatori.
Za dobivanje trijumfa, vojskovođa ili dux je morao:
- Izvojevati značajnu pobjedu nad neprijateljem, s više od 5000 ubijenih neprijatelja te dobiti titulu imperatora.
- Biti izabran za magistrata s ovlašću imperium, tj. biti konzul ili pretor.
- Dovesti vojsku kući, čime bi se označio kraj rata i potrebe za njim. Ovaj je uvjet važio jedino u republikansko doba kada je vojska bila građanska vojska. U razdoblju Carstva, kada je vojska bila profesionalna, istinski trijumfi su bili rezervirani za cara i njegovu rodbinu. Kada bi car vojskovođi udijelio trijumf, on je koračao sa simboličkim brojem svojih vojnika.
- U republikanskom razdoblju rimski je Senat morao odobriti trijumf na osnovu gore navedenih uvjeta.

Ceremonija se sastojala od spektakularne parade, koju su otvarali poglavari pokorenih naroda (kasnije pogubljivani u Tulijanumu), a nakon njih karavane sa zlatom i drugim drugim dragocjenostima zaplijenjenim u ratu (uključujući i robove), potom glazbenici, plesačice, plakati sa scenama bitke, te konačno pobjednički vojskovođa na čelu vlastite postrojbe (u kasnoj Republici i Carstvu tek sa simboličnim brojem vojnika).